# Coelorinchus nazcaensis
Coelorinchus nazcaensis är en fiskart som beskrevs av Sazonov och Akitoshi Iwamoto 1992. Coelorinchus nazcaensis ingår i släktet Coelorinchus och familjen skolästfiskar. Inga underarter finns listade i Catalogue of Life.